# Захарченко, Евгения Алексеевна
Евгения Алексеевна Захарченко (3 августа 1999) — российская женщина-борец вольного стиля, призёр чемпионата Европы. Мастер спорта России международного класса.

## Биография
В мае 2018 года в Ростове-на-Дону стала чемпионкой России среди юниорок до 21 года. В августе 2018 года в Риме, победив в финале итальянку Энрике Ринальди, стала чемпионкой Европы среди юниорок. В сентябре 2018 года на чемпионате мира среди юниорок в Трнаве, уступив в финале Кумбе Ларрок из Франции, стала серебряным призёром. В марте 2019 года на чемпионате Европы среди молодёжи до 23 лет в Нови-Саде в финале проиграла белоруске Анастасии Зимянковой и получила серебряную медаль. В июне 2019 года на чемпионате Европы среди юниорок в испанской Понтеведре стала бронзовым призёром. В августе 2019 года в Таллине на чемпионате мира среди юниорок завоевала бронзовую медаль, уступив в схватке за чемпионство японке Юке Кагами. В ноябре 2019 года на чемпионате мира среди молодёжи до 23 лет в Бухаресте стала бронзовым призёром. В сентябре 2020 года в Казани завоевала бронзовую медаль чемпионата России. В апреле 2021 года в Варшаве в полуфинале чемпионата Европы уступила представительнице Украины Алле Белинской, однако, одолев в схватке за 3 место турчанку Пул Мерве стала бронзовым призёром. В мае 2021 года в Скопье, одолев в финале турчанку Айсегюль Озбеге она стала чемпионкой Европы среди молодёжи до 23 лет. В сентябре 2021 года стала победителем первых игр стран СНГ. С 2021 года представляет Дагестан.

## Личная жизнь
Является выпускником факультета истории управления и права Чувашского государственного педагогического университета имени И. Я. Яковлева.

## Спортивные результаты
- Чемпионат Европы по борьбе среди юниоров 2018 — ;
- Чемпионат мира по борьбе среди юниоров 2018 — ;
- Чемпионат Европы по борьбе среди молодёжи U23 2019 — ;
- Чемпионат Европы по борьбе среди юниоров 2019 — ;
- Чемпионат мира по борьбе среди юниоров 2019 — ;
- Чемпионат мира по борьбе среди молодёжи U23 2019 — ;
- Чемпионат России по женской борьбе 2020 — ;
- Чемпионат Европы по борьбе 2021 — ;
- Чемпионат Европы по борьбе среди молодёжи U23 2021 — ;
- Чемпионат России по женской борьбе 2022 — ;